# Coppa Italia Dilettanti (Fase Interregionale) 1987-1988
La fase Interregionale della Coppa Italia Dilettanti 1987-1988 è un trofeo di calcio cui partecipano le squadre militanti nel Campionato Interregionale 1987-1988. Questa è la 7ª edizione. La vincitrice si qualifica per la finale della Coppa Italia Dilettanti 1987-1988 contro la vincitrice della fase Promozione.

## Primo turno
| Squadra 1          | Totale      | Squadra 2           | Andata     | Ritorno             |
| ------------------ | ----------- | ------------------- | ---------- | ------------------- |
| PRIMO TURNO        | PRIMO TURNO | PRIMO TURNO         | 06.09.1987 | 13.09.1987          |
| (FVG) Pasianese    | 2 – 3       | Sandonà 1922 (VEN)  | 1 – 1      | 1 – 2               |
| (PUG) Mesagne      | 0 – 2       | Altamura (PUG)      | 0 – 1      | 0 – 1               |
| (PUG) Soccer Trani | ? – ?       | Manfredonia (PUG)   | 4 – 0      | ? – ? (vince Trani) |
| (PUG) Corato       | ? – ?       | Matino (PUG)        | 0 – 1      | ? – ?               |
| (BAS) Potenza      | 0 – 3       | Battipagliese (CAM) | 0 – 0      | 0 – 3               |
| (PUG) Toma Maglie  | ? – ?       | Fasano (PUG)        | ? – ?      | 1 – 1               |

## Secondo turno
Il Altamura (PUG) elimina il Matino (PUG) (2-1) e il Francavilla (PUG) (0-0).

## Ottavi di finale
| Squadra 1      | Totale | Squadra 2           | Andata | Ritorno |
| -------------- | ------ | ------------------- | ------ | ------- |
| (PUG) Altamura | 2 – 1  | Sanciprianese (CAM) | 1 – 1  | 1 – 0   |

## Quarti di finale
| Squadra 1      | Totale | Squadra 2    | Andata | Ritorno |
| -------------- | ------ | ------------ | ------ | ------- |
| (PUG) Altamura | 1 – 0  | Astrea (LAZ) | 1 – 0  | 0 – 0   |

## Semifinali
| Squadra 1      | Totale | Squadra 2  | Andata | Ritorno |
| -------------- | ------ | ---------- | ------ | ------- |
| (PUG) Altamura | 1 – 0  | Acri (CAL) | 1 – 0  | 0 – 0   |
| (LOM) Leffe    | ?      | ?          | ?      | ?       |

## Finale
| Squadra 1      | Totale      | Squadra 2   | Andata | Ritorno |
| -------------- | ----------- | ----------- | ------ | ------- |
| (PUG) Altamura | 2 – 2 (gfc) | Leffe (LOM) | 1 – 0  | 1 – 2   |